# Gudibanda
Gudibanda is een panchayatdorp in het district Chikkaballapur van de Indiase staat Karnataka. 

## Demografie
Volgens de Indiase volkstelling van 2001 wonen er 8.794 mensen in Gudibanda, waarvan 50% mannelijk en 50% vrouwelijk is. De plaats heeft een alfabetiseringsgraad van 62%. 